# Paraponera clavata
Paraponera clavata är en myrart som först beskrevs av den danske zoologen och entomologen Johan Christian Fabricius 1775.  Paraponera clavata ingår i släktet Paraponera och familjen myror. Inga underarter finns listade i Catalogue of Life.
Arten har på engelska namnet bullet ant, pistolmyra, vilket anspelar på dess kraftfulla sting. Offer har beskrivit det stick som känns, som ”att träffas av en kula”. Med detta når det 4 på Schmidts smärtindex, vilket är det högsta i skalan 0-4. Smärtan varar oftast i 3–5 timmar, men har även visats vara i upp till 24 timmar.

## Beskrivning
Arbetarmyror är 18–30 millimeter långa och påminner om knubbiga rödsvarta getingar utan vingar. Drottningen är bara något större än arbetarna.

## Utbredning
P. clavata förekommer i låglänt regnskog från Nicaragua och östra Honduras och söderut till Paraguay.

## Bildgalleri

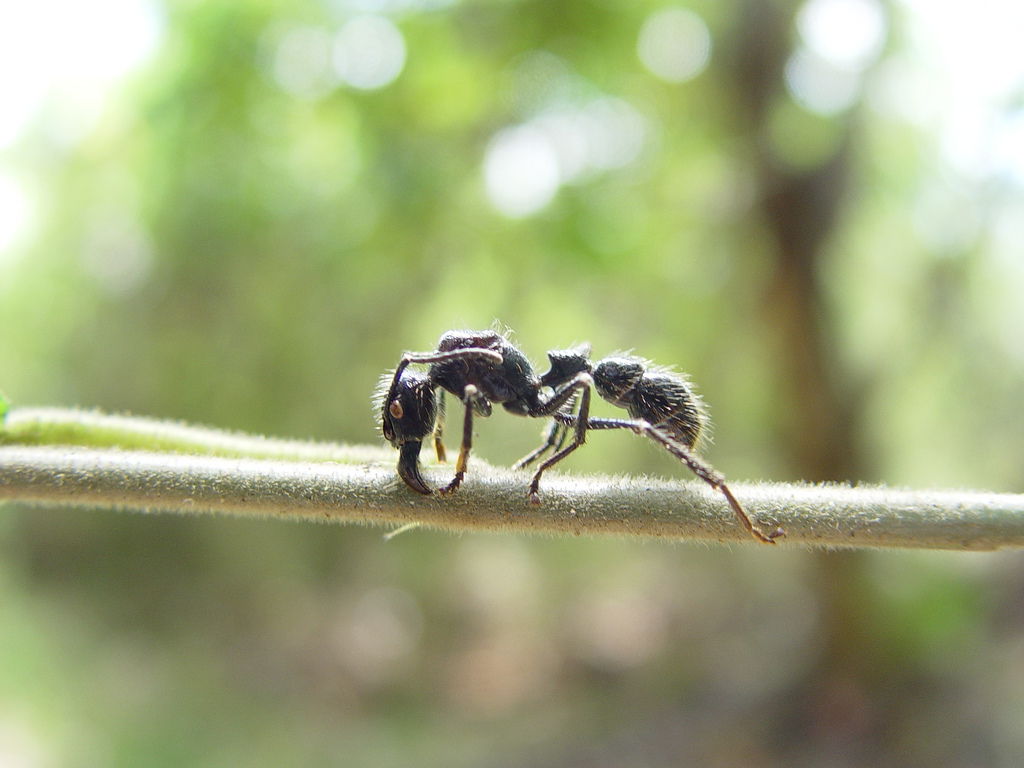
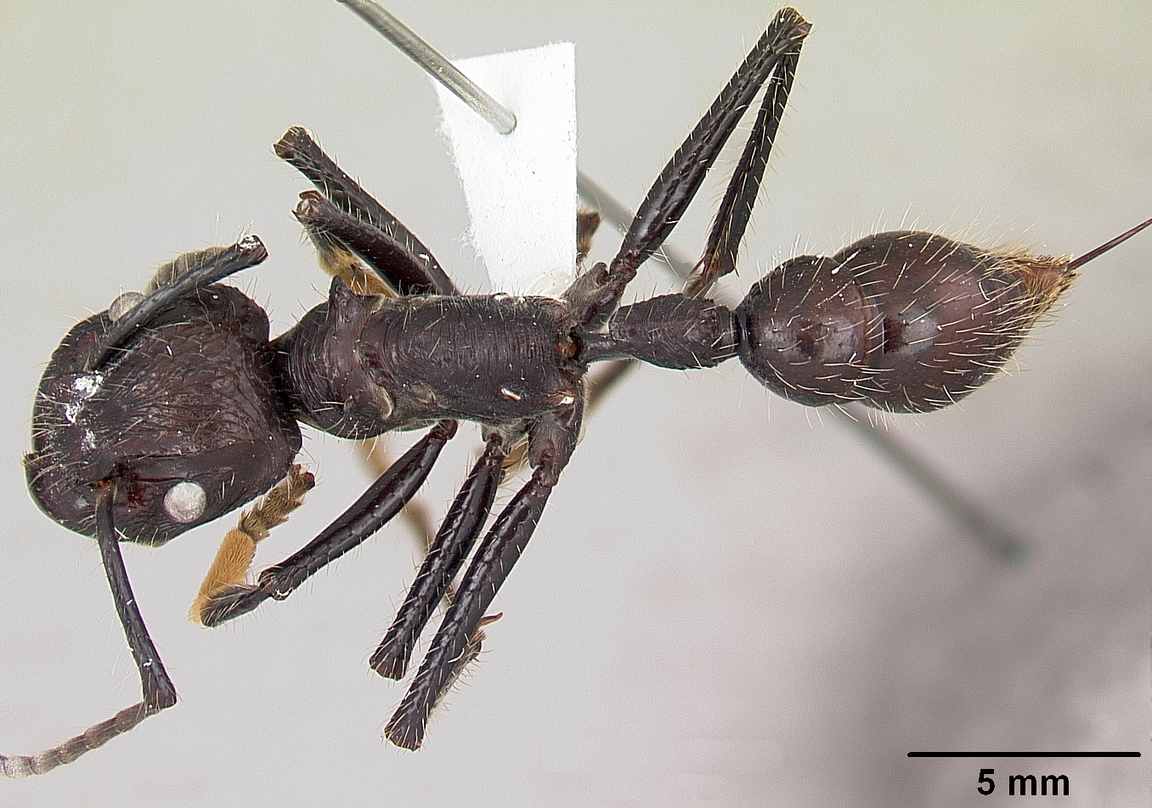
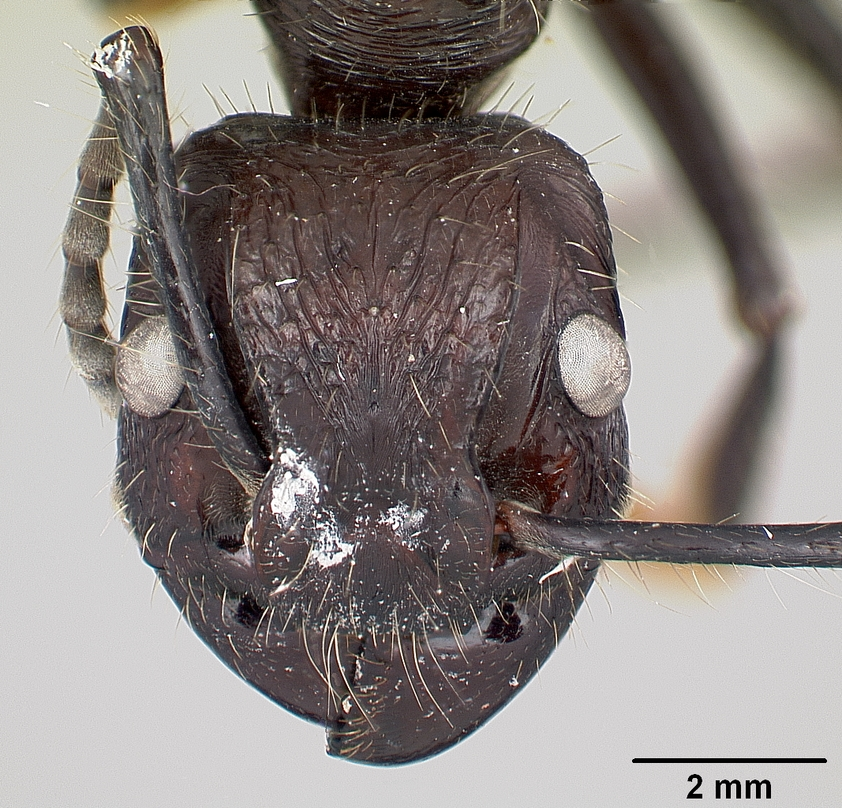
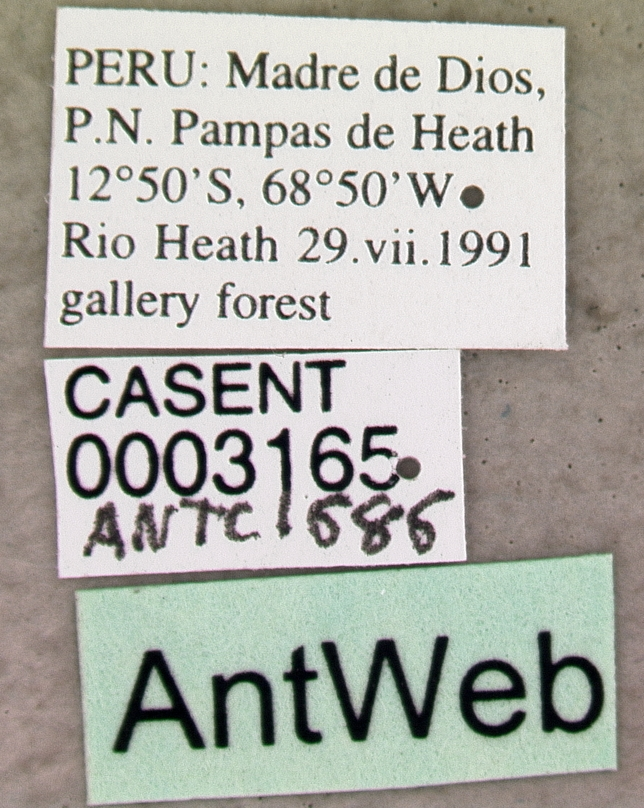
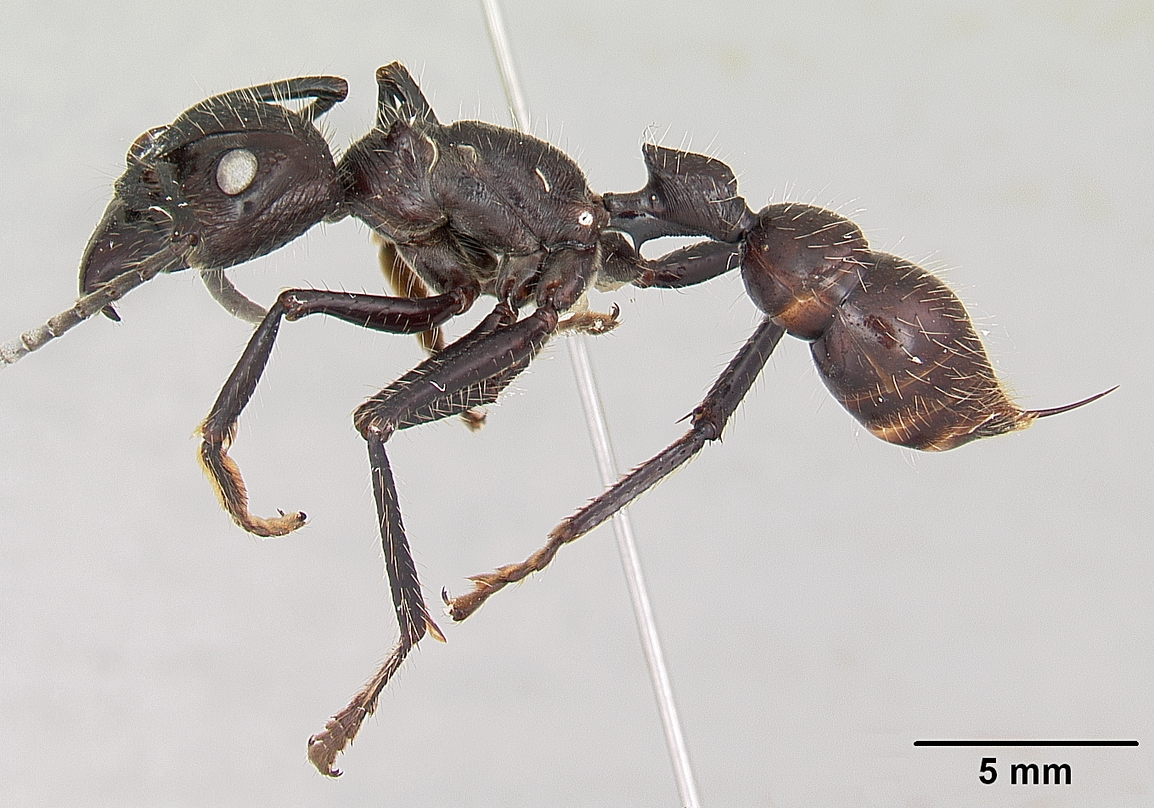
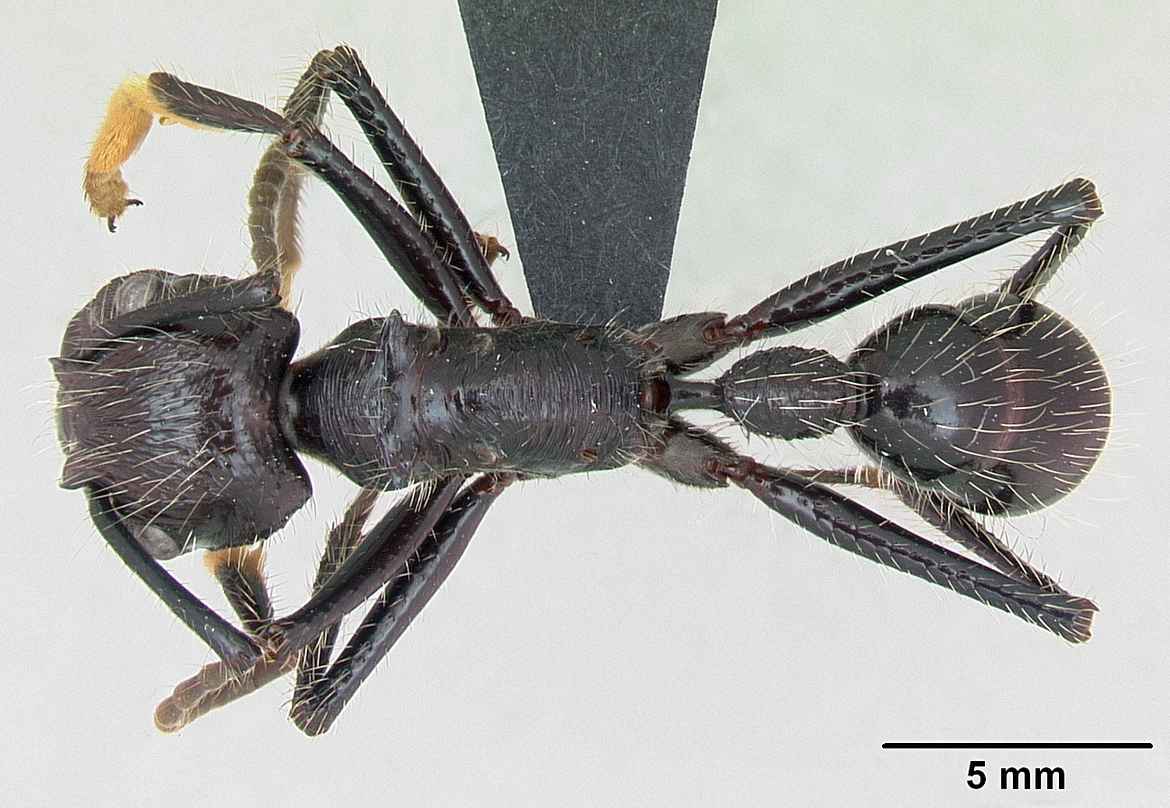